# پال آبراهام
پال آبراهام (مجاری: Ábrahám Pál؛ ‏ ۲ نوامبر ۱۸۹۲ – ۶ مهٔ ۱۹۶۰) موسیقی‌دان، آهنگساز و رهبر ارکستر اهل مجارستان بود.
او دانش‌آموختهٔ آهنگ‌سازی و نوازندگی ویولنسل در آکادمی موسیقی فرانتس لیست بود.
از فیلم‌هایی که وی در آن نقش داشته‌است، می‌توان به دختران امروزی، شهر آوازه‌خوانی و شهر ترانه اشاره کرد.